# آتش‌سوزی ۲۰۲۰ غرب ایالات متحده
آتش‌سوزی ۲۰۲۰ غرب ایالات متحده (انگلیسی: 2020 Western United States wildfires) مجموعه آتش‌سوزی جنگل است که در غرب ایالات متحده آمریکا رخ داد. طوفان های همراه با آذرخش در ماه اوت منجر به آتش گرفتن جنگل ها در ایالات کالیفرنیا، اورگن و واشنگتن شد. در پی آن در ماه سپتامبر نیز آتش سوزی هایی در ساحل غربی ایالات متحده رخ داد. وزش باد در زمین های خشک و گرم منجر به تشکیل مواردی از ابر آتش‌کومه‌ای و ابرآتش گردید و بیش از ۲٫۷ میلیون هکتار از اراضی و خانه های بسیاری را سوزاند و منجر به مرگ دست کم ۳۷ تن شد. به نظر کارشناسان تغییر اقلیم و ضعف در مدیریت آتش علت این رخداد بوده است. 